# Wincenty Studziński
Wincenty Wojciech Szymon Studziński (ur. 30 marca 1815 w Krakowie, zm. 15 sierpnia 1854 tamże) – polski kompozytor i skrzypek.

## Życiorys
Brat Karola i Piotra. Był skrzypkiem w orkiestrze teatralnej w Krakowie. W latach 1845–1853 uczył gry na skrzypcach w szkole muzycznej przy Instytucie Technicznym. Występował też jako kameralista. Komponował pieśni solowe i chóralne, utwory na skrzypce i orkiestrę, fantazje i wariacje na tematy z oper, krakowiaki, mazury, mazurki, polonezy.